# Låkan
Låkan är en ö i Åland (Finland). Den ligger i Skärgårdshavet och i kommunen Saltvik i landskapet Åland, i den sydvästra delen av landet. Ön ligger omkring 36 kilometer norr om Mariehamn och omkring 270 kilometer väster om Helsingfors.
Öns area är 8,9 hektar och dess största längd är 0,6 kilometer i sydväst-nordöstlig riktning. Ön höjer sig omkring 10 meter över havsytan. I omgivningarna runt Låkan växer i huvudsak barrskog.
Runt Låkan är det glesbefolkat, med 12 invånare per kvadratkilometer.